# Балясний Василь Олександрович
Василь Олександрович Балясний (1862, м. Полтава — 1911, Острогозьк Воронезької губернії (Україна)  — український фізик, астроном, громадський діяч, редактор газети «Полтавський вісник» (з 1907 р).

## Біографія
Балясний Василь Олександрович народився у 1862 році у м. Полтава. Родина походила з дворян Полтавської губернії. Син генерал-майора, закінчив ППКК у 1880 році. Потім Миколаївське кавалерійське училище, випущено у 3-ий гусарський Єлисаветградський полк.
Служив на військовій службі з 1882 по 1893. З 1890 року — поміщик.
Вийшовши у відставку ротмістром у 1894 році, оселився в Полтаві й захопився наукою, особливо цікавився асторономією та електрикою. Листувався із Камілем Фламмаріоном і навіть був обраний членом Французького астрономічного товариства. Як гласний Полтавської міської думи (1900–1904) брав дієву участь в обладнанні міської електричної станції.
У 1905 році Василь Балясний ввійшов до складу редакційно-господарського комітету з видання газети «Полтавський вісник», а у 1907 році став редактором видання. Того ж року став земським начальником у Костянтиноградському повіті, а наступного, 1908 року, перейшов на службу у селянський поземельний банк, на посаду члена-оцінника у місті Воронежі.
Помер у 1911 році. Похований у сімейному склепі у м. Полтаві.

## Наукова діяльність
Василь Балясний мав власну обсерваторію.
Друкував свої праці в журналі «Электричество» (про електричну іскру, нова схема індукційної котушки), «Научное обозрение» (про сонячну радіацію), публікувався й у французькому журналі видавництва «Фламмаріон» (про нову зірку і її спектр, про штучні смерчі, про круги довкола сонця тощо). Замітки з питань астрономії і метеорології друкував у виданні «Новое Время».